# Last of the Dogmen
Last of the Dogmen es una película de 1995, perteneciente a los géneros western y de aventuras y protagonizada por Tom Berenger y Barbara Hershey. Escrita y dirigida por Tab Murphy, su argumento gira en torno a la búsqueda y el descubrimiento de una tribu de indios cheyennes a finales del siglo XX.
El escenario de la historia es el noroeste de Montana, cerca de la frontera de Idaho y Canadá, pero en realidad se rodó en locaciones de Cuernavaca en México, el Parque nacional Yoho en la Columbia Británica y Banff, Canmore, y otros lugares de Alberta, Canadá.

## Argumento
El hábil cazador de recompensas Lewis Gates (Tom Berenger) persigue tres fugitivos armados por una región casi inexplorada conocida como el Cuadrángulo de Oxbow, en Montana, junto a su fiel perro Zip. Cuando está a punto de alcanzarles, en plena noche, se escuchan gritos, disparos y ruido de caballos. Al día siguiente, de los fugitivos sólo queda algún trozo de tela, mucha sangre, y una flecha india antigua. Intrigado, investiga sobre la flecha y acude a la antropóloga Lillian Sloane (Barbara Hershey) que la identifica como una réplica de las flechas utilizadas por una casta de cheyennes conocida como los hombres perro. Gates no piensa que sea una réplica y, continuando sus investigaciones, descubre noticias sobre numerosas desapariciones en el Oxbow y la historia de un niño salvaje encontrado en el bosque a principios de siglo.
Gates convence a Sloane que los fugitivos fueron asesinados por una tribu de guerreros perro que habían escapado de alguna manera la masacre de Sand Creek de 1864 y sobrevivido durante más de un centenar de años aislados en el desierto de Montana. Juntos, se internan en el Oxbrow y son apresados por los guerreros perro, quienes les llevan hasta su campamento. La enfermedad de uno de los indios les da la oportunidad de demostrar sus buenas intenciones, pero Gates se mete en problemas al conseguir la cura atracando una farmacia.
Gates y Sloane deciden que deben proteger el secreto de la existencia de la tribu del mundo exterior, empezando por el sheriff local, Deegan (Kurtwood Smith), que lidera una batida por el Oxbow buscando a los fugitivos y a Gates.

## Reparto
- Tom Berenger como Lewis Gates.
- Barbara Hershey como profesora Lillian Diane Sloan.
- Kurtwood Smith como sheriff Deegan.
- Andrew Miller como Briggs.
- Steve Reevis como Lobo Amarillo.
- Eugene Blackbear como Alce Manchado.
- Gregory Scott Cummins como Sears.
- Mark Boone Junior como Tattoo.